# Franziskanerkloster Innichen
Koordinaten: 46° 44′ 0,79″ N, 12° 16′ 45,07″ O

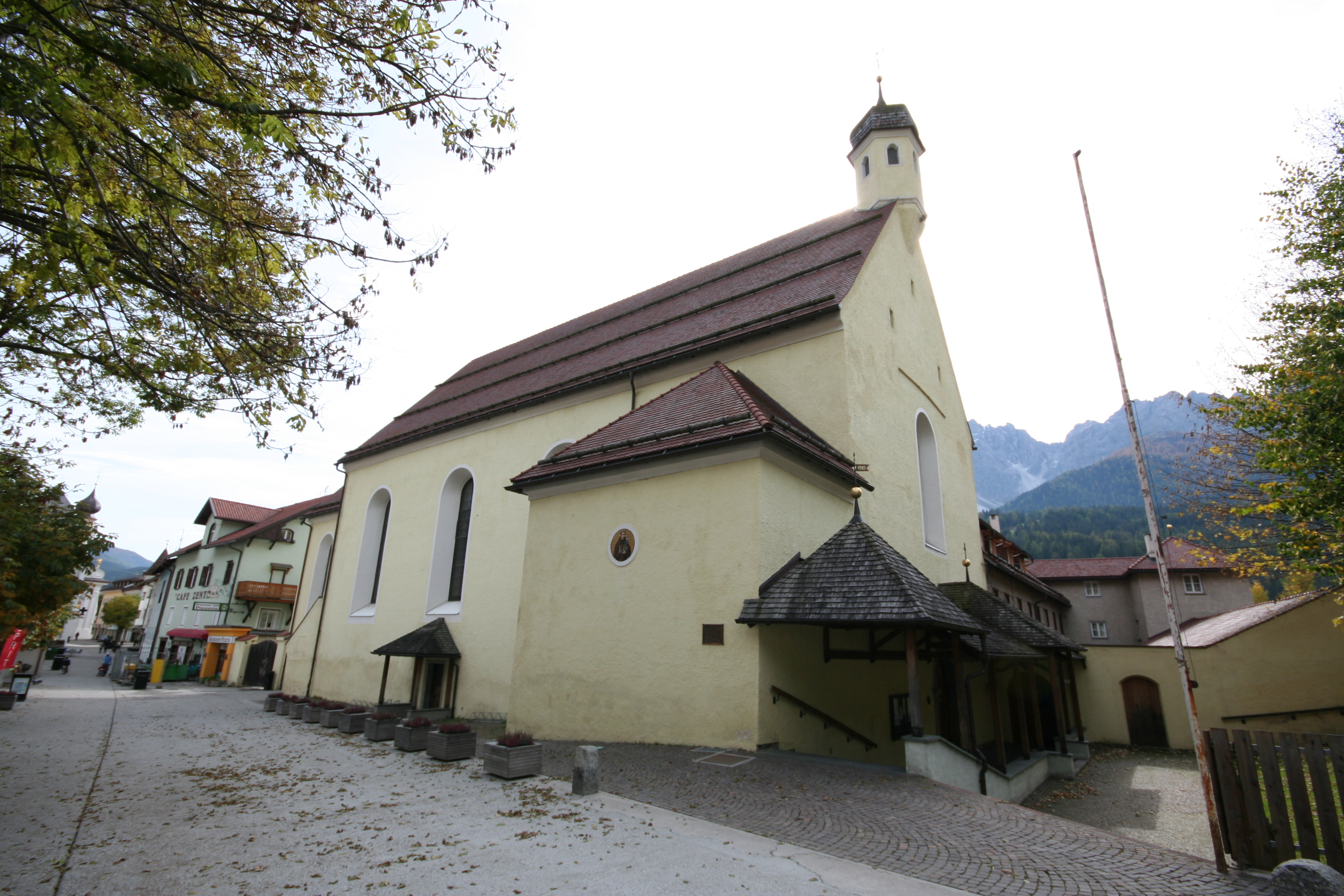
Blick zum Franziskanerkloster Innichen

Das Franziskanerkloster Innichen befindet sich in Marktgemeinde Innichen im Pustertal (Südtirol). Das Kloster und seine Kirche sind Südtiroler Baudenkmale.

## Geschichte
Im Jahre 1690 erbat die Tiroler Franziskanerprovinz von Kaiser Leopold I. die Errichtung eines Franziskanerklosters in Innichen. Obwohl der Kaiser die Gründung genehmigte, regte sich bald massiver Widerstand des Weltklerus und anderer Ordensgemeinschaften gegen das Projekt. Dennoch kamen 1691 die ersten Minderbrüder nach Innichen und erhielten im „Pfleghaus“ eine vorläufige Unterkunft. Der Amtmann Michael Dinzl von Angerburg schenkte den Franziskanern ein Grundstück und übernahm auch den Großteil der Baukosten für das Kloster, das von 1693 bis 1694 errichtet wurde. In der Folge begann man mit dem Bau der dazugehörigen Kirche, die im Jahre 1697 geweiht und unter dem Patrozinium  Leopolds III. gestellt wurde.
Im 18. und 19. Jahrhundert widmeten sich die Franziskaner der Seelsorge in Innichen und in den Pfarreien des  Hochpustertals. Von 1693 bis noch 1963 waren sie als Prediger beim sonntäglichen Pfarrgottesdienst in Innichen tätig. Ab 1708 bis 1781 war im Kloster das Noviziat der Tiroler Franziskanerprovinz untergebracht. Von 1775 bis 1894 unterrichteten Franziskaner auch als Lehrer an der Normalschule in Innichen.
Im Jahre 1945 brannten das Kloster und die Kirche durch einen Bombentreffer aus. Nach dem Zweiten Weltkrieg wurden beide Gebäude wieder aufgebaut und viele Kunstwerke renoviert. 2003 begann man mit dem Umbau des Klosters. Dabei wurden die Räumlichkeiten der Franziskaner in den obersten Stock verlegt, um Platz für das neue Innichner Stiftsmuseum und Stiftsarchiv zu schaffen.
Das Kloster ist derzeit (2015) nicht besetzt.

## Klosterkirche

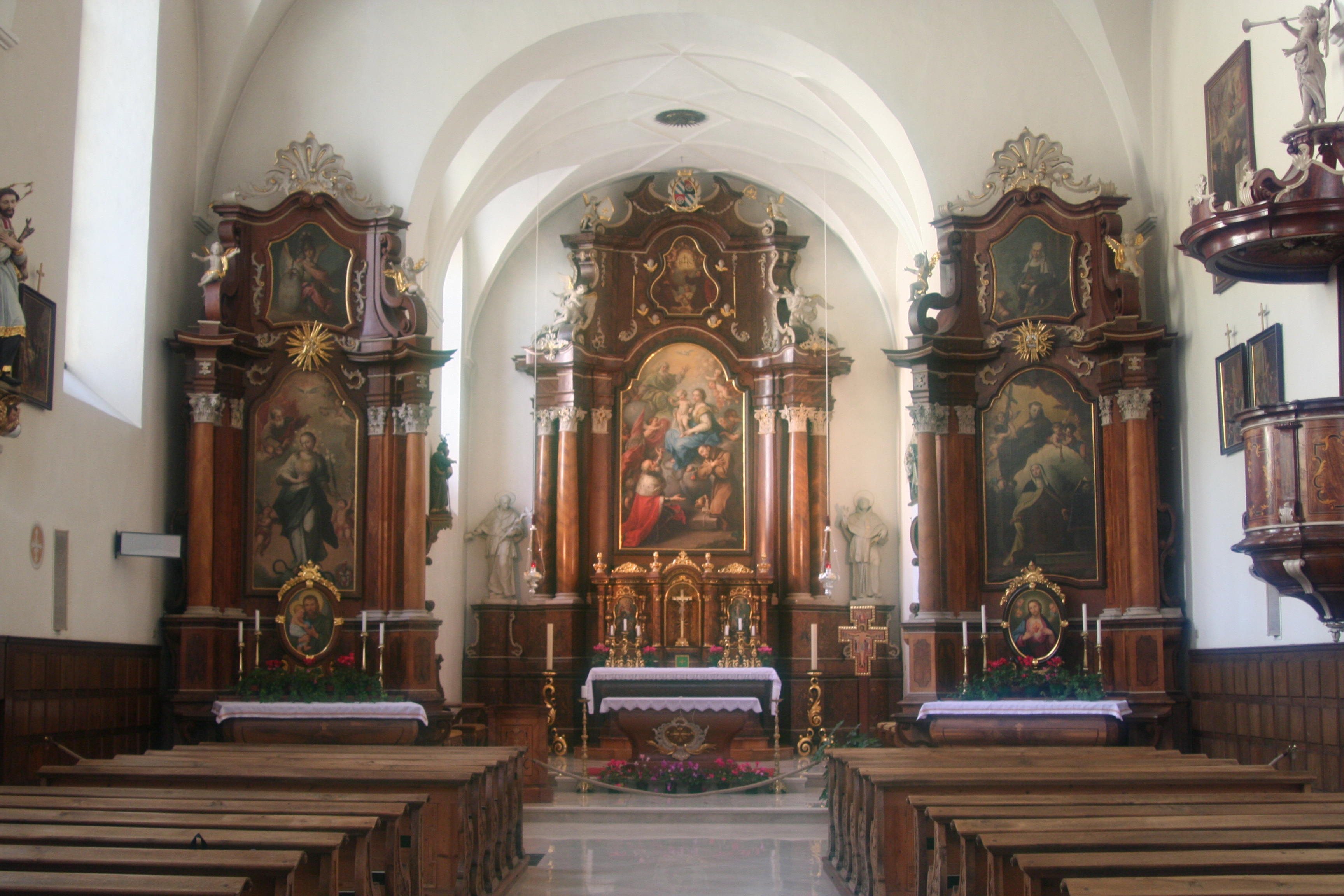
Innenansicht

- Der Hochaltar ist ein Werk des Tischlermeisters Franz Schraffl aus Toblach. An den Seiten befinden sich Statuen des hl. Bonaventura und des hl. Karl Borromäus von dem Bildhauer Johann Paterer aus Lienz. Das Hochaltarbild stammt von Christoph Unterberger (1764) und zeigt Maria mit dem Jesuskind, vor denen der hl. Leopold und der hl. Franziskus knien.

- Der linke Seitenaltar zeigt eine Darstellung der Immaculata und stammt vermutlich von Johann Hofmann dem Älteren aus der 2. Hälfte des 17. Jahrhunderts.

- Auf dem rechten Seitenaltar sind der Franziskanerheilige Petrus von Alcantara und die hl. Theresia von Avila dargestellt. Dieses Bild des Veroneser Malers Antonio Balestra (1715) war eine Geschenk des Brixner Fürstbischofs Kaspar Ignaz von Künigl.

- Die Seitenkapelle zum hl. Antonius von Padua wurde im Jahre 1695 vom Innichner Stiftskanonikus Johann Kaspar Troyer von Aufkirchen gestiftet auf den auch die Grabtafel aus weißem Marmor am Eingang hinweist. Seit 1894 schmückt ein Antoniusrelief des Bildhauers August Valentin aus Brixen die Kapelle.

- Die Orgel mit 19 Registern auf zwei Manualen und Pedal ist ein Werk der Orgelmanufaktur Fratelli Ruffatti aus Padua aus dem Jahr 1967.[2]

- Im Kreuzgang des Klosters befindet sich ein Bilderzyklus von dem Franziskanerbruder Lukas Plazer. Die 31 Gemälde (1707–1709) stellen Szenen aus dem Leben des hl. Franziskus dar.